# 保安寺 (无锡)
31°33′45″N 120°19′04″E / 31.56237°N 120.31785°E
保安寺，是位于中华人民共和国江苏省无锡市新吴区江溪街道原南站镇政府内的一个古寺遗址，其无梁殿为无锡市文物保护单位。

## 特点
保安寺始建于南梁大同年间，后被毁。宋朝绍兴年间重建，乾道初年，赐额“保安院”，元朝后荒废。明朝洪武二十八年重建，改称“保安教寺”。清朝嘉靖年间，僧广才等人进行扩建。清朝乾隆二十六年，僧宝轮建万佛阁。嘉庆六年，僧九峰重建山门。道光二年（1822年），僧西怀建斋堂。咸丰年间毁于太平天国战乱。现仅存无梁殿和殿前的一棵银杏。其无梁殿，原为三间二进，现仅存正中一间二进，因供秽迹菩萨，故称秽迹殿。1957年，无锡市人民政府认定其为市级文物保护单位。